# Nathalie Eybrard
 (juin 2017).
Si vous disposez d'ouvrages ou d'articles de référence ou si vous connaissez des sites web de qualité traitant du thème abordé ici, merci de compléter l'article en donnant les références utiles à sa vérifiabilité et en les liant à la section « Notes et références ».
Nathalie Eybrard, née dans le Sud-Ouest de la France, est une productrice de cinéma française qui a également joué dans des courts métrages et des spectacles scéniques, a fait de la mise en scène et a interprété des chansons.

## Carrière
De 1995 à 2003, Nathalie Eybrard produit, au sein de Paulo Films avec Jean-Philippe Labadie, des films (courts métrages, longs métrages et vidéo-arts) dont Ce vieux rêve qui bouge, Pas de repos pour les braves d'Alain Guiraudie, Les jours où je n'existe pas de Jean-Charles Fitoussi, Alice de Sylvie Ballyot et Les filles de mon pays d'Yves Caumon. En 2006,  elle met en scène La robe de Jessica était rouge pour La compagnie Quat'Z'yeux. En 2008, elle crée dans le Pays de Loire un spectacle interdisciplinaire intitulé Hors champs.
Depuis 2011, elle travaille au sein de la société Andolfi. Elle a produit Des étoiles de Dyana Gaye.

## Actrice
- 2009 : Le Roi Jean, court métrage de 19 min de Jean-Philippe Labadie[3]
- 2010 : Paco de la lune, court métrage de 14 min de Jean-Philippe Labadie[4]
- 2010 : Écarlate, court métrage de 15 min Jean-Philippe Labadie[5]
- 2011 : Oui mon amour, court métrage de Jean-Philippe Labadie[6]